# Eoptychoptera
Eoptychoptera is een uitgestorven geslacht van insecten uit de familie van de glansmuggen. De wetenschappelijke naam van het geslacht werd voor het eerst geldig gepubliceerd in 1906 door Handlirsch.

## Soorten
- † Eoptychoptera aequidistans Lukashevich, 1998
- † Eoptychoptera altaica Kalugina, 1988
- † Eoptychoptera ansorgei Ren & Krzemiński, 2002
- † Eoptychoptera asiatica Lukashevich, 1993
- † Eoptychoptera aucta Lukashevich, 1993
- † Eoptychoptera braziliana Krzemiński et al., 2015
- † Eoptychoptera britannica Lukashevich et al., 2001
- † Eoptychoptera cantabrica Lukashevich & Arillo, 2016
- † Eoptychoptera cretacea Kalugina, 1989
- † Eoptychoptera elevata Lukashevich, 2000
- † Eoptychoptera eximia Bode, 1953
- † Eoptychoptera jurassica Ren & Krzemiński, 2002
- † Eoptychoptera longifurcata Lukashevich et al., 2001
- † Eoptychoptera magna Lukashevich, 1993
- † Eoptychoptera maxima Kalugina, 1985
- † Eoptychoptera modica Lukashevich, 1993
- † Eoptychoptera paramaculata Kalugina, 1985
- † Eoptychoptera shurabica Lukashevich, 2000
- † Eoptychoptera simplex Handlirsch, 1906
- † Eoptychoptera spectra Whalley, 1985
- † Eoptychoptera tempestilla Lukashevich, 1998
- † Eoptychoptera vitrea Lukashevich, 1998